# Bartlett (Tennessee)
Bartlett é uma cidade localizada no estado norte-americano do Tennessee, no Condado de Shelby.

## Demografia
Segundo o censo norte-americano de 2000, a sua população era de 40.543 habitantes. 
Em 2006, foi estimada uma população de 46.932, um aumento de 6389 (15.8%).

## Geografia
De acordo com o United States Census Bureau tem uma área de 49,4 km², dos quais 49,4 km² cobertos por terra e 0,0 km² cobertos por água.

## Localidades na vizinhança
O diagrama seguinte representa as localidades num raio de 20 km ao redor de Bartlett. 